# ورزشکاه آئودی
ورزشکاه آئودی (به آلمانی: Audi-Sportpark) یک ورزشگاه فوتبال در آلمان است که در اینگولشتات واقع شده‌است.